# 旧チャータード銀行上海支店ビル
チャータード銀行ビルは中華人民共和国上海市外灘地区に位置する、ネオ・ルネサンス様式の建築である。上海の外灘の建物は地番で呼ぶこともあり、この場合外灘18号と呼ばれている。英資本の老舗銀行であるチャータード銀行が1922年から1923年にかけて建造した。チャータード銀行は1853年に英国が設立した金融機関であり、上海支店はカルカッタとボンベイに続く海外で三つ目の支店であった。
当初は上海の城外の北門街に居を構えたが、1892年（光緒18年）、上海当時上海外灘で他の英国系銀行が破産した際に、その銀行が持っていた土地を買い取った。外灘で最初に経営していた頃は三階建て、敷地面積893平方メートルであった。その後上記の通り1922年から1923年に五階建てビルに改築を行った。面積は1755km²である。1階付近は花崗岩仕立てになっており、2階から4階にかけてはイオニア式の円柱が見られる。建設はパーマー＆ターナー。
1955年、中国共産党の政策によってチャータード銀行は経営を縮小せざるを得なくなり、円明園路の185号地へ移動した。チャータード銀行ビルは政府が接収し、春江ビルと名称を変更し、中波汽船公社などが使用した。2019年に上海久事美術館が入居した。
チャータード銀行は1969年にスタンダード銀行社と合併したが、その後外灘には戻らず、現在は浦東の陸家嘴で営業している。